# Chimarrogale
Chimarrogale es un género de musarañas de la familia de los sorícidos. Se distribuyen por el este y el sudeste de Asia.

## Especies
Se reconocen las siguientes especies:
- Chimarrogale hantu Harrison, 1958
- Chimarrogale himalayica (Gray, 1842)
- Chimarrogale leander Thomas, 1902
- Chimarrogale phaeura Thomas, 1898
- Chimarrogale platycephalus (Temminck, 1842)
- Chimarrogale styani de Winton, 1899
- Chimarrogale sumatrana (Thomas, 1921)
- Chimarrogale varennei Thomas, 1927